# Sean Carrigan
Sean Carrigan (16 maggio 1974) è un attore statunitense.

## Carriera
Ha iniziato la sua carriera come pugile professionista nel 1998, terminandola l'anno dopo. Da allora, è apparso in numerosi film, programmi TV e spot pubblicitari.
Nel 2013, è stato assunto per un arco di quattro episodi nel ruolo del Dr. Ben "Stitch" Rayburn nella soap opera televisiva della CBS The Febbre d'amore. Dopo aver servito come personaggio ricorrente per quasi sei mesi, gli è stato rinnovato il contratto per altri episodi.
È apparso in numerose produzioni televisive tra cui American Vandal, Lucifer, Grey's Anatomy, Modern Family e Hart of Dixie. È apparso anche sul grande schermo, in John Carter, Il club delle madri single e Le Mans '66 - La grande sfida.
È co-fondatore della società di produzione Woodhead Entertainment,  che si occupa di cortometraggi originali, media di marca e lungometraggi. Con la Woodhead Entertainment, lavora sia come produttore che come attore.

## Filmografia parziale

### Cinema
- John Carter, regia di Andrew Stanton (2012)
- Il club delle madri single (The Single Moms Club), regia di Tyler Perry (2014)
- Playing It Cool, regia di Justin Reardon (2014)
- Le Mans '66 - La grande sfida (Ford v Ferrari), regia di James Mangold (2019)

### Televisione
- Scrubs - Medici ai primi ferri (Scrubs) – serie TV, un episodio (2002)
- Cold Case - Delitti irrisolti (Cold Case) – serie TV, un episodio (2004)
- Bet Your Life, regia di Louis Morneau – film TV (2004)
- Heroes – serie TV, un episodio (2010)
- Dr. House - Medical Division (House, M.D.) – serie TV, un episodio (2010)
- NCIS: Los Angeles – serie TV, un episodio (2010)
- Grey's Anatomy – serie TV, un episodio (2010)
- Criminal Minds – serie TV, un episodio (2011)
- The Event – serie TV, 11 episodi (2011)
- The Closer – serie TV, un episodio (2011)
- Hart of Dixie – serie TV, un episodio (2011)
- Up All Night – serie TV, un episodio (2012)
- Touch – serie TV, un episodio (2012)
- Common Law – serie TV, un episodio (2012)
- The Flip Side – serie TV, 7 episodi (2012-2013)
- Modern Family – serie TV, un episodio (2013)
- Febbre d'amore (The Young and the Restless) – serie TV, 282 (2013-2021)
- American Vandal – serie TV, 6 episodi (2017)
- Lucifer – serie TV, un episodio (2019)
- All American – serie TV, 13 episodi (2021-2023)
- S.W.A.T. – serie TV, un episodio (2022)

## Doppiatori italiani
Nelle versioni in italiano delle opere in cui ha recitato, Sean Carrigan è stato doppiato da:
- Carlo Scipioni in The Closer, All American
- Tony Sansone in Cold Case - Delitti irrisolti
- Antonello Noschese in Bet Your Life
- Enrico Pallini in Criminal Minds
- Massimo Triggiani in The Event
- Alessandro Budroni in NCIS - Unità anticrimine
- Francesco De Francesco in Lucifer
- Dario Oppido in NCIS: Hawai'i